# Hewangba Shuiku
Hewangba Shuiku (kinesiska: 河王坝水库) är en reservoar i Kina. Den ligger i provinsen Jiangsu, i den östra delen av landet, omkring 52 kilometer norr om provinshuvudstaden Nanjing. Hewangba Shuiku ligger 34 meter över havet. Arean är 3,2 kvadratkilometer. Trakten runt Hewangba Shuiku består till största delen av jordbruksmark. Den sträcker sig 3,1 kilometer i nord-sydlig riktning, och 3,0 kilometer i öst-västlig riktning.
Genomsnittlig årsnederbörd är 1 291 millimeter. Den regnigaste månaden är juli, med i genomsnitt 289 mm nederbörd, och den torraste är december, med 32 mm nederbörd.